# Emder Religionsgespräch
Das Emder Religionsgespräch war ein Religionsgespräch zwischen Reformierten und Mennoniten, welches im Frühjahr 1578 im ostfriesischen Emden stattfand.
Emden war im 16. Jahrhundert ein Zentrum der reformierten Bewegung in Nordwestdeutschland und wurde dementsprechend auch als das Genf des Nordens bezeichnet. Neben der reformierten Gemeinde bestand seit 1530 auch eine Täufergemeinde. Reformierte Theologen baten schon im Januar 1577 Graf Edzard II. um ein Mandat, dass auch in Ostfriesland die Aktivitäten der Täufer beenden sollte. Konkreter Anlass für die Einberufung des Gespräches wurde die Festnahme eines Emder Täuferlehrers, der an einer verbotenen Versammlung teilgenommen hatte. Als dieser sich bereit erklärte an einer Disputation mit reformierten Theologen teilzunehmen, durfte dieser das Gefängnis wieder verlassen.
Das Religionsgespräch wurde vom 27. Februar bis zum 17. Mai 1578 in 124 Sitzungen abgehalten. Von den Mennoniten waren Vertreter der flämischen, friesischen wie auch der waterländischen Gemeinden anwesend. Direkt an der Disputation nahmen jedoch ausschließlich Vertreter der flämischen Gemeinden teil. Auf reformierter Seiten nahm unter anderem der Theologe Menso Alting teil, der bereits im Vorfeld eine Schrift gegen die Täuferbewegung herausgegeben hatte. Es wurde vereinbart 14 Punkte zu behandeln. Die einzelnen Punkte umfassten unter anderem Fragen über die Trinität und das Wesen Gottes, die Entstehung des Menschen, die Erbsünde und den freien Willen (Prädestination), das Wesen Jesu Christi (Christologie), die Rechtfertigung, die Werkgerechtigkeit, das Gemeindeverständnis, die Berufung von Predigern, die Taufe, das Abendmahl, den Bann, die Obrigkeit, den Eid und die Auferstehung des Fleisches. Die Disputation fand größtenteils in der Emder Gasthauskirche statt.
Das gesamte Gespräch wurde protokolliert und von den einzelnen Disputierenden unterzeichnet. Es wurde bereits ein Jahr nach der Disputation in niederdeutscher Sprache unter dem Namen Dath is, alle handelinge des gesprecks tho Emden in Oistfrieszlandt mit den Wedderdöperen herausgegeben. 1616 wurde ein Neudruck des Protokolls angefertigt. Kopien des Protokolls befinden sich heute unter anderen in den mennonitischen Bibliotheken in Amsterdam, Bethel College in Newton (Kansas) und Goshen (Indiana).
Bereits vor der Herausgabe des offiziellen Protokolls wurde von mennonitischer Seite, die eine Parteinahme zugunsten der Reformierten erwartete, eine Gegenschrift publiziert. Dessen anonymer Verfasser gab sich als Liebhaber der göttlichen Wahrheit (Liefhebber der Godtlijcker waerheyt) aus.
Bereits Ende Januar 1544 fand in der Kirche des Franziskanerklosters mit Zustimmung der Gräfin Anna ein Religionsgespräch zwischen Menno Simons und dem reformierten Theologen Johannes a Lasco statt. Hierbei wurde über die Menschwerdung Christi, die Kindertaufe, die Erbsünde, die Heiligmachung und die Berufung der Prediger disputiert, wobei sie sich in den Punkten der Menschwerdung Christi, der Kindertaufe und der Berufung der Prediger nicht einigen konnten.